# 부안 내소사 삼층석탑
부안 내소사 삼층석탑(扶安 來蘇寺 三層石塔)은 대한민국 전북특별자치도 부안군 내소사에 있는 삼층석탑이다. 1986년 9월 8일 전라북도의 유형문화재 제124호로 지정되었다.
이 탑은 고려시대에 만든 것이다. 신라 탑의 양식을 따르고 있으며, 높이는 3.4m이다. 맨 아래의 받침대는 하나의 돌을 이용한 것이다. 몸체도 층마다 하나의 돌을 사용하였으며, 각 면마다 기둥을 새겼다. 몸체와 지붕돌은 위로 올라갈수록 그 크기와 높이가 급격하게 줄었으며, 지붕돌의 경사도 심한 편으로 날렵한 느낌을 주는 탑이다.

## 같이 보기
- 내소사

## 참고 자료
- 내소사삼층석탑 - 국가유산청 국가유산포털